# Leptogomphus unicornus
Leptogomphus unicornus là loài chuồn chuồn trong họ Gomphidae. Loài này được Needham mô tả khoa học đầu tiên năm 1930.